# 미겔 앙헬 페레르
미겔 앙헬 페레르 마르티네스(스페인어: Miguel Ángel Ferrer Martínez, 1978년 11월 12일, 무르시아 주 카라바카 데 라 크루스 ~)는 미스타(스페인어: Mista)로도 알려진 스페인의 전직 축구 선수로, 현역 시절 스트라이커로 활약했고, 가장 최근까지 캐나다의 아틀레티코 오타와에서 감독과 관리인 직위를 겸직했었다.
레알 마드리드의 유소년부를 중퇴한 그는 발렌시아 시절에 이름을 남겼는데, 5년 동안 4번의 주요 대회 우승을 하였고, 10년 넘는 세월 동안 4개의 구단 소속으로 218번의 라 리가 경기에 출전해 48골을 넣었다.

## 클럽 경력

### 스페인 무대
무르시아 주 카라바카 데 라 크루스에서 출생한 미스타는 레알 마드리드 카스티야에서 활약하던 시절에 그를 지도했던 라파엘 베니테스의 제자였다. 베니테스 감독은 테네리페와 발렌시아 시절에 그와 동행하였다.
테네리페 시절 미스타는 쿠로 토레스와 루이스 가르시아와 함께 선수단의 주축 선수로 거듭났는데,
2001년, 테네리페는 라 리가로 승격되었다. 그 직후, 그는 발렌시아로 이적하여 2번의 리그 우승과 2004년 UEFA컵 우승을 거둔 성공적인 선수단의 독보적인 선수로 거듭났고, 그는 2-0으로 승리한 마르세유를 상대로도 득점에 성공했다. 2004년 3월 21일, 그는 우승을 거둔 발렌시아의 공격진을 마요르카와의 안방 경기에서 이끌어 해트트릭을 기록하였으나, 골 결정력은 2004-05 시즌을 기점으로 크게 떨어졌다.
2006년 7월, 미스타는 아틀레티코 마드리드로 이적해 1년차에 29번의 경기에 출전했지만, 2년차에는 거의 출전 기회를 잡지 못했다. 2008년 7월, 자유 계약으로 풀려난 미스타는 같은 라 리가의 데포르티보와 3년 계약에 서명하고 입단했고, 1-2로 패한 레알 마드리드와의 안방 첫 경기에서 첫 골을 기록하였으나, 잦은 부상과 기량 하락으로 난관에 봉착한 그는 1년도 더 지나서인 2009년 11월 7일에 2-0으로 이긴 헤타페와의 원정 경기에서 2호골을 득점했다.

### 토론토
데포르티보에서 2년 동안 단 2골에 그쳤던 미스타는 2010년 7월 6일에 메이저 리그 사커의 토론토와 시즌 말까지 유효한 계약을 맺었다. 그는 같은 달 21일 BMO 필드에서 벌어진 볼턴 원더러스와의 친선경기에서 비공식 신고식을 치렀고, 7월 24일에 댈러스와의 안방 경기에서 리그 첫 경기를 치렀다. 그의 처음이자 마지막 골은 8월 17일에 터졌는데, 이 경기는 크루스 아술과의 CONCACAF 챔피언스리그 경기로 이 안방 경기에서 2-1 승리를 거두었다.
2010년 11월 24일, 32세의 미스타는 토론토에서 부진한 시즌을 보냈기에 2010년 MLS 추가 선수 배분에서 이름이 배제되었다. 이듬해 8월 14일, 미스타는 현역 은퇴를 선언했다.

## 국가대표팀
미스타는 2005년 3월 26일, 살라망카에서 3-0으로 이긴 중국과의 친선경기에서 스페인 국가대표팀 신고식을 치렀다. 7달 후, 그는 6-0 완승을 거둔 산 마리노와의 2006년 월드컵 예선전 원정 경기에서 한번 더 출전 기회를 잡았다.

## 감독 경력
미스타는 유소년부를 맡으면서 축구 감독일을 시작했는데, 가장 먼저 발렌시아를 지도했고, 이어 마드리드 연고의 라요 바예카노를 지도했다. 2020년 2월 11일, 미스타가 캐나다 프리미어리그의 아틀레티코 오타와 창단식에서 1군 감독을 맡을 것으로 발표되었다. 시즌이 코로나19 범유행으로 재개되면서, 그는 2-2로 비긴 요크9와의 경기에서 감독으로 첫 경기를 맞이하였는데, 이 경기는 프린스 에드워드 아일랜드의 중립 구장에서 진행되었다. 수도 연고 구단은 시즌을 7위로 마감했는데, 이는 뒤에서 두 번째 순위였다. 2021년을 꼴찌로 마무리한 후, 미스타는 더 이상 감독일을 맡지 않을 것임을 선언하였다.

## 감독 통계
2021년 12월 31일 기준
| 구단              | 취임            | 해임             | 기록 | 기록 | 기록 | 기록 | 기록 | 기록 | 기록 | 기록  | 주 |
| 구단              | 취임            | 해임             | 전   | 승   | 무   | 패   | 득   | 실   | 차   | 율 %  | 주 |
| ----------------- | --------------- | ---------------- | ---- | ---- | ---- | ---- | ---- | ---- | ---- | ----- | -- |
| 아틀레티코 오타와 | 2020년 1월 29일 | 2021년 12월 28일 | 36   | 8    | 10   | 18   | 39   | 62   | −23  | 22.22 |    |
| 합계              | 합계            | 합계             | 36   | 8    | 10   | 18   | 39   | 62   | −23  | 22.22 | —  |

## 수상
발렌시아
- 라 리가: 2001–02, 2003–04
- UEFA컵: 2003–04
- UEFA 슈퍼컵: 2004

아틀레티코 마드리드
- 인터토토컵: 2007

데포르티보
- 인터토토컵: 2008

토론토
- 캐나다 챔피언십: 2010